# Погосов, Артём Карпович
Артём Карпович Погосов (25 апреля 1904 года, город Святой Крест, ныне город Будённовск, Ставропольский край — 22 марта 1989 года, Москва) — советский военный деятель, Генерал-майор (1953 год).

## Начальная биография
Артём Карпович Погосов родился 25 апреля 1904 года в городе Святой Крест, ныне городе Будённовск Ставропольского края.
В 1921 году закончил советскую артиллерийскую школу.

## Военная служба

### Довоенное время
В ноябре 1926 года был призван в ряды РККА, после чего был направлен в 32-й кавалерийский полк (6-я кавалерийская дивизия, Белорусский военный округ), где служил красноармейцем, помощником командира взвода, ответственным секретарём бюро ВЛКСМ полка и политруком кавалерийского эскадрона, а в январе 1933 года был назначен на должность политрука бронеэскадрона 6-го механизированного полка.
В октябре 1933 года был направлен на учёбу в Военно-политическую академию, после окончания которой в августе 1937 года был назначен на должность комиссара учебного танкового батальона в 25-й бронетанковой бригаде (Забайкальский военный округ), в феврале 1938 года — на должность комиссара 15-го механизированного полка (15-я кавалерийская дивизия), а в июне 1939 года — на должность начальника политического отдела 6-й механизированной бригады, находясь на которой, принимал участие в боевых действиях на Халхин-Голе, за отличия в которых был награждён орденом Красного Знамени.
В декабре 1940 года был назначен на должность заместителя начальника по политической части 6-й лёгкой танковой бригады, а в апреле 1941 года — на должность заместителя командира по политической части 43-й танковой дивизии (19-й механизированный корпус, Белорусский военный округ).

### Великая Отечественная война
С началом войны Погосов находился на той же должности. Дивизия принимала участие в ходе приграничного сражения на Юго-Западном фронте, а также во встречном танковом сражении при нанесении фронтового контрудара из района Луцка на Ровно.
В сентябре 1941 года был назначен на должность военкома 10-й танковой бригады, которая вела оборонительные боевые действия на харьковском направлении. За образцовое выполнение боевых заданий командования Артём Карпович Погосов в марте 1942 года был награждён орденом Ленина.
В июле 1942 года был назначен на должность военкома 217-й танковой бригады (24-я армия), а в декабре того же года был назначен на должность заместителя командира 20-го танкового корпуса по политической части. С 9 февраля по 29 марта 1943 года исполнял должность командира корпуса, который принимал участие в ходе Воронежско-Касторненской и Орловской наступательных операций. С октября по декабрь 1943 года корпус принимал участие в ходе расширения плацдарма на правом берегу Днепра, а затем в Кировоградской, Корсунь-Шевченковской и Уманско-Ботошанской наступательных операциях. С апреля 1944 года 20-й танковый корпус находился в резерве Ставки Верховного Главнокомандования.

### Послевоенная карьера
После окончания войны корпус был преобразован в 20-ю танковую дивизию, а Погосов был назначен на должность начальника политического отдела — заместителя командира дивизии по политической части.
В июле 1947 года был назначен на должность заместителя по политической части начальника штаба бронетанковых и механизированных войск, а в марте 1948 года — на должность начальника политического отдела 1-й гвардейской механизированной армии.
В апреле 1949 года был направлен на учёбу в Высшую военную академию имени К. Е. Ворошилова, по окончании которой в январе 1952 года был назначен на должность начальника политотдела и члена Военного совета 8-й гвардейской армии, в июле 1955 года — на должность члена Военного совета 7-й механизированной армии, в феврале 1958 года — на должность начальника политического отдела, а в мае 1959 года — на должность секретаря партийного комитета Военной академии тыла и транспорта.
Генерал-майор Артём Карпович Погосов в июне 1961 года вышел в запас. Умер 22 марта 1989 года в Москве.

## Награды
- орден Ленина (27.03.1942)[1]
- орден Ленина (13.06.1952)[1]
- орден Красного Знамени (17.11.1939)[1]
- орден Красного Знамени (05.11.1946)[1]
- орден Красного Знамени (30.12.1956)[1]
- орден Отечественной войны 1 степени (05.07.1944)[1]
- орден Отечественной войны 1 степени (06.04.1985)[2]
- Орден Красной Звезды (03.11.1944)[1]
- Медаль За оборону Сталинграда (22.12.1942)[1]
- Медаль За победу над Германией в Великой Отечественной войне 1941—1945 гг. (09.05.1945)[1]
- Знак «Участнику боёв у Халхин-Гола»